# Argynnis valesinides
Argynnis valesinides är en fjärilsart som beskrevs av Hans Fruhstorfer 1907. Argynnis valesinides ingår i släktet Argynnis och familjen praktfjärilar. Inga underarter finns listade i Catalogue of Life.